# Narseh
Narseh (tudi Narz), sasanidski vladar Perzije med 293 in 302, sin Šapurja I, * 293–303, † 303.
Pred prevzemom vlade je bil upravitelj satrapije na območju zahodnega Kušana in vseh vzhodnih sasanidskih ozemelj. Leta 293 je z državnim udarom zrušil brata Bahrama III. in končal večletno obdobje notranje nestabilnosti v Perziji, med katero je Rim postopoma prevzemal hegemonijo v vzhodnem Sredozemlju, ki jo je z vojaškimi uspehi priboril Šapur I. Kot njegov sin je Narz obnovil ekspanzionistično zunanjo politiko.

## Spopad z Rimljani
Po petdesetletnem kaotičnem obdobju vojaških cesarjev je Rimu leta 284 zavladal Caius Aurelius Valerius Diocletianus oziroma Dioklecijan. Z vrsto reform je rešil cesarstvo pred propadom in se lahko postavil po robu sasanidski Perziji. Na drugi strani je Narz takoj po prevzemu oblasti organiziral pohod v Sirijo, saj je pričakoval demoraliziranega nasprotnika, vendar se je uštel.
Ključnega pomena za hegemonijo v vzhodnem Sredozemlju je bila Armenija, saj je predstavljala prehodno ozemlje med državama. Ko je zavladal Narz, je bila Armenija pod sasanidskim vplivom. 
Dioklecijan je zato težil k pridobitvi Armenije pod rimski vpliv. Narz je večkrat vpadel v Mezopotamijo in Sirijo, vendar je bil vedno poražen. Leta 297 se je odvijal odločilen spopad. Narz je bil z vso vojsko v Armeniji, kjer se je pripravljal na ofenzivo na rimsko ozemlje. Dioklecijan ga je prehitel. Rimska armada, ki ji je poveljeval cezar Galerij, je tabor napadla in ga zasedla. Narz je pobegnil, toda Galerij je ujel njegovo družino in zasegel državno zakladnico, s čimer je ponovil podvig makedonskega kralja Aleksandra III., ko je leta 333 pr. n. št. v bitki pri Isu zajel tabor in družino ahemenidskega vladarja Dareja III. Narz je bil prisiljen v pogajanja, saj je grozila splošna rimska ofenziva v Perzijo.

## Mirovni sporazum pri Nisibisu leta297
Mirovni delegaciji sta se sestali v obmejni trdnjavi Nisibis v Mezopotamiji. Kot zmagovalec je rimske pogoje narekoval Galerij, Dioklecijanov sovladar, čeprav ni bil vodja rimske delegacije. Tudi Narz ni prišel osebno, ampak je poslal vojaške poveljnike. Galerij je zahteval ostre pogoje in zasedbo velikega dela Perzije, kar ni bilo v skladu z Dioklecijanovo politiko neosvajanja. Najbolj se je zataknilo pri vprašanju trgovine med državama, saj je le-ta prinašala velike dobičke, sedaj pa so jo Rimljani hoteli povsem nadzorovati. Nazadnje so Perzijci morali popustiti in leta 297 podpisali mir pri Nisibisu. Ta je med drugim določal:
1. Perzija odstopa Rimu pet satrapij;
2. Trgovina med državama se omeji na mesto Nisibis pod izključno rimskim nadzorom;
3. Perzija se odpoveduje sovražni politiki do Rima;
4. Armenija in druge sosednje vazalne državice pridejo pod rimski vpliv.

Pogodba je odsev miroljubne Dioklecijanove politike, ki se je izogibala vojaškim spopadom z vzpostavljanjem varnostnih kordonov (točki 1 in 4). Rimska meja se je iz Evfrata premaknila na Tigris in nikoli prej sogla tako globoko na vzhod. Donosna trgovina je dajala dobičke le Rimljanom.

## Po miru v Nisibisu
Narz je moral Rimljanom priznati hegemonijo v vzhodnem Sredozemlju in po dolgem času je na rimsko - perzijski fronti zavladal mir. Že v 4. stoletju so med vladanjem močnih cesarjev Konstantina I. Velikega in Šapurja II. Posmrtnega znova izbruhnile vojne. 
| Narseh Sasanidska dinastijaRojen: 228-233 Umrl: 303 |                                          |                        |
| Predhodnik: Bahram III.                             | Kralj kraljev Irana in Anirana 293 – 303 | Naslednik: Hormizd II. |